# Natalia Viganò
Natalia Viganò (née le 24 novembre 1979 à Borgomanero) est une joueuse italienne de volley-ball. Elle mesure 1,78 m et joue au poste de réceptionneuse-attaquante.

## Clubs successifs
| Club                        | Pays   | De        | À         |
| --------------------------- | ------ | --------- | --------- |
| Pallavolo Omegna            | Italie | 1994-1995 | 1997-1998 |
| Asystel Volley Novare       | Italie | 1998-1999 | 2002-2003 |
| Volley Lodi                 | Italie | 2003-2004 | 2003-2004 |
| Asystel Volley Novare       | Italie | 2004-2005 | 2004-2005 |
| Futura Volley Busto Arsizio | Italie | 2005-2006 | 2008-2009 |
| Asystel Volley Novare       | Italie | 2011-2012 | 2011-2012 |
| Asystel MC Carnaghi         | Italie | 2011-2012 | 2012-2013 |
| US ProVictoria              | Italie | 2013-2014 | …         |

## Palmarès

### Équipe nationale
- Grand Prix mondial
  - Finaliste : 2005.

### Clubs
- Coupe de la CEV
  - Vainqueur : 2003.
- Supercoupe d'Italie
  - Finaliste : 2012.
- Coupe d'Italie
  - Finaliste : 2013.